# خليج تاروت
خليج تاروت هو خليج مائي يقع غرب الخليج العربي. تحدّه من الغرب جزيرة تاروت والقطيف، ومن الشمال رأس تنورة وصفوى، ومن الجنوب الدّمام وسيهات. يتصّف خليج تاروت بضحالته وكون بعض المناطق منه رمليَّة وطينيّة. وأدّى وقوع مدينتي القطيف والدمام في الجهتين الغربية والجنوبية من الخور إلى صدّ الرياح والتيارات الهوائيَّة عنه. يحوي خليج تاروت جزيرتين هما: حالة زعل وتاروت، تمتاز الجزيرتان في الخليج بانكشاف الكثير من ضفافهما الرملية، والسهول الرملية والطينية، وتنتشر على امتدادها أشجار القرم البحري، والحشائش البحرية، والسبخات الملحية. كما تحوي مياهه الروبيان والأسماك، التي تجذب الطيور للمنطقة.

## الجغرافيا
يمر خليج تاروت على العديد من المدن والقرى الواقعة على الخليج العربي، والتي ارتبطت حياتها بهذا الخليج بدءاً من صفوى، العوامية، القطيف، عنك وسيهات حتى الدمام.

## الحياة الفطرية
وصفت منظمة الطيور الدولية خليج تاروت بكونه "منطقة مهمة للطيور"، إضافةً إلى انتشار الثعابين البحرية، والسلاحف الخضراء بالمنطقة، وسُجلت سلالتين من الطيور المهددة بالانقراض، كلاهما زائران شتويان نادران: عقاب السمك، والعقاب ذي الذيل الأبيض. ومن الكواسر المهمة الأخرى العقاب المنقط، بالرغم من أن أعداده تقلصت من 20 في عام 1403هـ/1983م إلى ستة فقط، ويُرجّح أن السبب في ذلك يعود إلى إزالة أشجار القرم الممتد على ساحل جزيرة تاروت.
تعشش بعض الطيور البحرية في جزء الخليج مثل الغرنوق الأسود، بالإضافة إلى مستعمرة الخراشن على جزيرة حالة زعل، بما في ذلك الخرشنة المتوجة الصغيرة، والخرشنة بيضاء الخد، والخرشنة الملجمة. ويحتل الموقع أهمية لكونه مكان قضاء فصل الشتاء، ومنطقة مرور للطيور المائية. وفي ربيع 1991م سُجّل أكثر من 20,000 طائر مائي، أما في شتاء 1991/1992م فقد قضى فيه حوالي 58,000 طائر مائي.
وقد شوهدت طيور أخرى أيضاً هناك خلال تلك الفترة، منها: الغاق الكبير، والغرنوق الأسود، والبلشون الأبيض الكبير، والبلشون الرمادي، والكرسوع أبو مغازل، والزقزاق الإسكندراني، وزقزاق الرمل الكبير، والكروان، والطيطوى، والطيطوى الداكنة، والنورس مستقيم المنقار، والنورس أصفر الرجلين، والخرشنة نورسية المنقار، والخرشنة القزوينية. ومن طيور الشاطئ التي تأتي بأعداد كبيرة لقضاء الشتاء، أو للمرور: الزقزاق الرمادي، وزقزاق الرمل الصغير، وبقويقة مخططة الذيل، وكروان الغيط الصغير، وطيطوى الرمل، وقنبرة الماء، والطيطوى عريضة المنقار. ويجري عد الطيور البحرية كل عام كمساهمة سعودية في التعداد الذي تشرف عليه منظمة "طيور البحر الآسيوية"، كما تجري مراقبة مستعمرة الخراشن في جزيرة حالة زعل بشكل منتظم.
وتتوزع تجمعات لأشجار الشورى على طول الشريط الساحلي لخليج تاروت، تتراوح ارتفاعاتها بين 70 سم و5 أمتار، وتمثل هذه الأشجار أهمية بيئية كبيرة، وتوفر موطناً وغذاء وحماية للعديد من الطيور والأنواع البحرية المتواجدة في خليج تاروت ومنها: الروبيان الهندي الأبيض (الاسم العلمي: Penaeus semisulcatus)، والسلطعونات، والرخويات والأسماك.

## التنظيف والحماية
بدأت شركة أرامكو عمليات التنظيف والحماية على يابسة الجزر في خليج تاروت، في حين حمت الحواجز منطقة نباتات المانجروف الساحلية في خليج تاروت. كما عقدت في يوم الأرض العالمي ندوة علمية في الخبر في 21 أبريل، 2010م ناقشت ثلاثة محاور: البيئة الطبيعية لأشجار المانجروف، التقييم البيئي للوضع الراهن للمانجروف، واستزراع أشجار المانجروف وإيجاد حلول للعقبات للمحافظة على المانجروف. وطرحت بحوثاً علمية أكدت جميعها على ضرورة الحفاظ على شجرة المانجروف والحفاظ على التوازن البيئي البحري، وأصدرت العديد من التوصيات والتي منها: إيقاف جميع أعمال الردم والتجريف على السواحل، حث الجهات ذات العلاقة على وضع آلية جديدة لتحديد غرامات أكثر صرامة تكون رادعة لمن يؤدي إلى قطع أشجار المانجروف يضاف إليها تكاليف استزراع وصيانة مساحة مساوية للمنطقة المزالة لمدة 25 سنة، وضع برنامج رقابي للغابات وتسجيل ومتابعة إحداثياتها، إنشاء المزيد من المشاتل المنتجة للقرم، إيقاف تصريف المياه غير المعالجة ثلاثياً في البحر.

## المشاكل الحالية

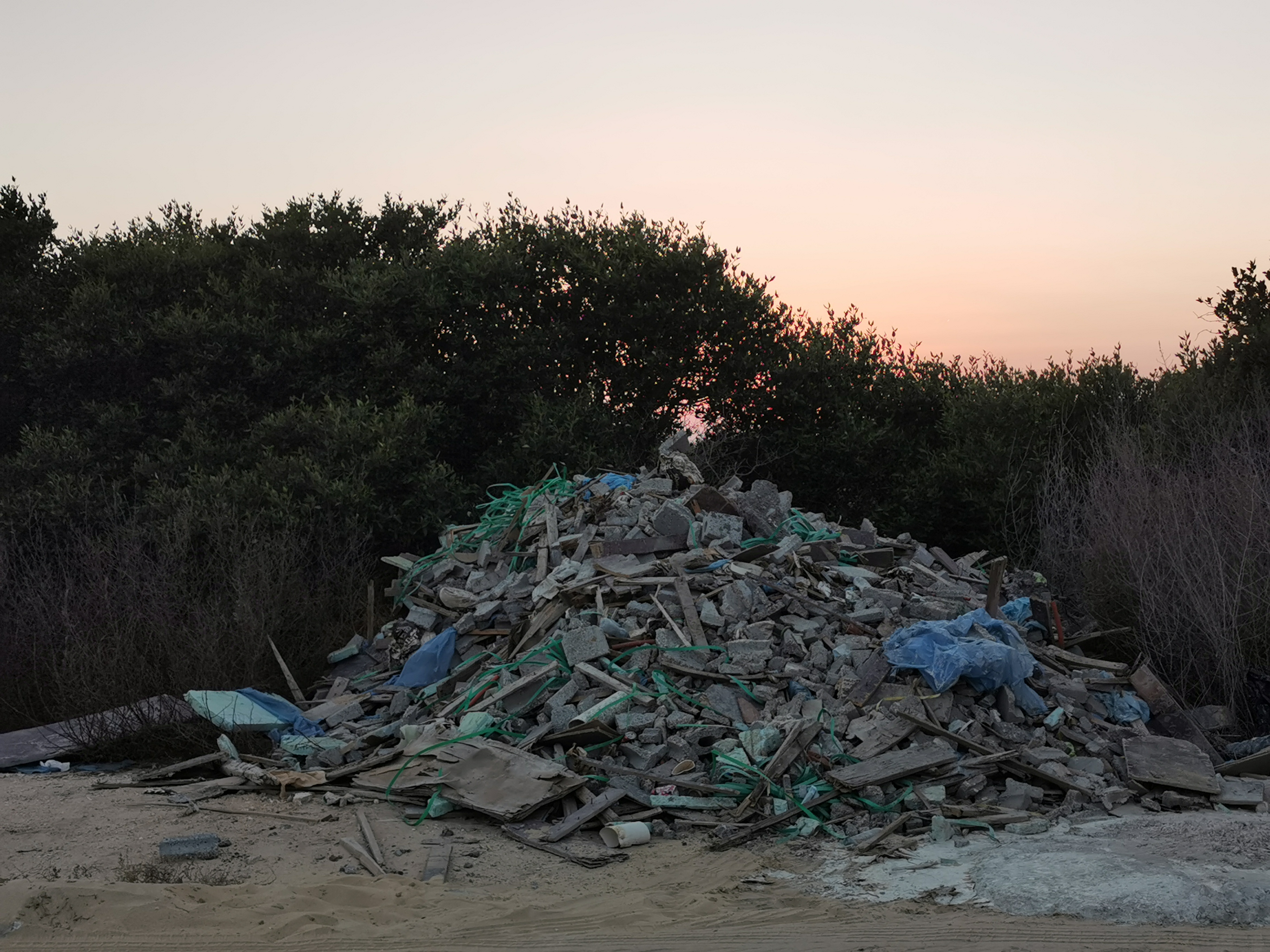
رمي الأنقاض في أحد غابات المانجروف لخليج تاروت

تعرضت سواحل خليج تاروت إلى الردم الجائر الذي أدى إلى تقليص واضمحلال أشجار القرم البحرية، وكان لذلك أثر كبير على البيئة البحرية، حيث انخفضت محاصيل الصيد واختفت العديد من أنواع الأسماك. وقد طالبت كثير من العوائل المعتمدة على مهنة الصيد لمورد رزقهم منع الرّدم، وتطرقت للأوامر السامية التي منعت الردم ومع ذلك الردم يستمر.
وقد تم دفن العديد من تجمعات أشجار الشورى بالرمل أو بالنفايات، لتحويلها لأحياء سكنية كما في مدينة سيهات حيث دفنت أشجار الشورى التي يصل طولها لمترين بغمر الرمل عليها، وأدى إلقاء النفايات على التأثير السلبي لنمو هذه الأشجار وتوسعها.
تناقص المانجروف بنسبة 50% تقريباً، وذلك بمقارنة ومتابعة لغابات شجر القرم البحري في خليج تاروت عبر الأقمار الصناعية منذ عام 1973م، حيث كانت مساحة الغطاء من أشجار القرم البحري تبلغ 622 هكتاراً، وتقلصت هذه المساحة حتى وصلت عام 1999م إلى 390 هكتاراً، ومع استمرار عمليات الردم سيؤدي إلى تناقص المساحات المزروعة من الأشجار، مما سيسهم في اختلال التوازن البيئي البحري الذّي أداه ردم الخليج وتجريفه ورمي المخلفات ومياه الصرف الصحي فيه، حيث تُعتبر ذات الضرر الأكبر على غابات شجر القرم البحري. وتتزامن بيانات انخفاض مساحة غطاء أشجار القرم مع انخفاض كميات الصيد، حيث انخفضت من 200 طن للمركب الواحد في آواخر الستينات لتصل إلى 60 طن للمركب الواحد في أوائل ثمانينات القرن العشرين الميلادي.

## المحافظة والاستدامة
- تشرين الأول/أكتوبر 2019م: يعتزم فريق استدامة الطاقة الخضراء التابع لشركة أرامكو السعودية بالتعاون مع بلدية محافظة القطيف لإنشاء حديقة بيئية ومحطة أبحاث بمساحة 6400 فدان (26 كم2)[5] وزرع مليون شتلة مانجروف على أنحاء متفرقة من الخليج تمتد من سيهات إلى صفوى لتحسين جودة الهواء وتعزيز نمو الثروة السمكية.[6][7]